# Balqasah
Balqasah (tiếng Ả Rập: بلقسة, cũng đánh vần Belukseh) là một ngôi làng ở phía bắc Syria nằm về phía tây bắc của Homs ở tỉnh Homs. Theo Cục Thống kê Trung ương Syria, Balqasah có dân số 2.078 trong cuộc điều tra dân số năm 2004, khiến nó trở thành địa phương lớn thứ ba trong tiểu khu Khirbet Tin Nur. Cư dân của nó chủ yếu là Alawites.